# Kong Youping
Kong Youping (chinesisch 孔佑平, * 1955 in Anshan) ist ein chinesischer Fabrikarbeiter, Autor und Online-Dissident. Wegen mehrerer auf ausländischen Webseiten veröffentlichter, regimekritischer Schriften wurde er 2003 verhaftet und 2004 zu 15 Jahren Haft verurteilt.

## Leben
Kong Youping besuchte die Mittelschule. Bis zu seiner Verhaftung arbeitete Kong Youping als einfacher Fabrikarbeiter und Gewerkschaftsfunktionär in einer staatseigenen Fabrik in Liaoning. Nachdem er sich für entlassene Arbeiter eingesetzt hatte, wurde er sowohl aus der Fabrik als auch aus der Gewerkschaft entlassen. In den späten 1990er Jahren beteiligte er sich am Versuch, einen Ableger der Demokratischen Partei Chinas in Liaoning zu gründen. Wegen „Anstiftung zur Untergrabung der Staatsgewalt“ wurde er 1999 verhaftet und wegen „subversiver Tätigkeiten“ zu einem Jahr Haft verurteilt. Später warb er in fünf Artikeln und sieben Gedichten für eine Neubetrachtung des Pekinger Frühlings und prangerte die Korruption von Beamten in seinem Land an. Ebenso verlangte er die Freilassung des Online-Dissidenten Liu Di. Am 13. Dezember 2003 wurde er verhaftet. Er war der 48. Chinese, der wegen Schriften im Internet verhaftet wurde. Nach seiner Verhaftung warb seine Tochter um Unterstützung für Kong Youping. Wegen „Untergrabung der Staatsgewalt“ verurteilte ihn das Mittlere Volksgericht in Shenyang zunächst zu 15 Jahren Haft. In einem Berufungsverfahren wurde die Strafe auf zehn Jahre Haft und vier Jahre Entzug der politischen Rechte verringert. Gegenwärtig verbüßt Kong Youping seine Haftstrafe im Gefängnis von Anshan. Seine Gesundheit ist infolge der Haft angegriffen. Kong Youping ist Ehrenmitglied im Independent Chinese P.E.N. Center.